# El-Hassan Benjelloun
Pour l’article homonyme, voir Benjelloun.
El-Hassan Benjelloun, dit « Belhassan », est né le 9 janvier 1901 à Fès. C'était un homme d'affaires marocain. C'est l'un des signataires du Manifeste de l'indépendance. Il est aussi membre-fondateur du WAC.

## Biographie
Il a étudié au collège Moulay Idriss puis à l'Université Al Quaraouiyine.Il est l'un des fondateurs de l'Association des Anciens élèves du collège Moulay Idriss qui est considérée comme la première association créée sous le protectorat, ayant efficacement fait valoir la connaissance des problèmes nationaux et encouragé les sciences modernes. Il a fait partie de la première délégation envoyée à l'étranger. Il a participé à la création de l'école libre Moulay Hassan à Casablanca et a monté de nombreuses sociétés commerciales et industrielles. Après la signature du Manifeste de l'indépendance, il devint secrétaire de la section du Parti de l'Istiqlal à Casablanca.
En 1937, il a fait partie des membres fondateurs du WAC.
Lors de l’exil de Mohammed V en 1953, il partit en Suisse avec sa famille jusqu'au retour du Roi. En Suisse et ailleurs en Europe, il demeurait très actif au service de la cause nationale.